# Campionati Nazionali Universitari 2008
La LXII edizione dei Campionati Nazionali Universitari (CNU) si sono tenuti a Pisa dal 24 maggio al 31 maggio del 2008, e sono stati organizzati dal CUS Pisa.

## Discipline
12 sport individuali:
- Atletica leggera
- Canoa
- Canottaggio
- Jūdō (Responsabile: Osvaldo Montanaro)
- Karate (Responsabile: Dott. Adriano Lupetti)
- Kayak
- Scherma
- Taekwondo
- Tennis
- Tennistavolo
- Tiro a segno
- Tiro a volo

5 sport a squadre:
- Calcio (maschile)
- Calcio a 5 (maschile)
- Pallacanestro (maschile)
- Pallavolo
- Rugby a 7 (maschile)

6 sport opzionali:
- Beach volley
- Calcio a 5 (femminile)
- Hockey su prato (a 7, misto)
- Lotta stile libero (Responsabile: Mario Cerrai)
- Pallacanestro (femminile)
- Pugilato (maschile)

## Risultati

### Karate
Per vedere il medagliere Clicca qui

### Hockey su prato
Le partite si sono svolte il 28 e 29 maggio al campo "Stefano Messerini".
Le squadre, miste, potevano contare al massimo 12 giocatori (di cui 7 in campo).

#### Risultati
- CUS Bologna - CUS Messina 2 - 4
- CUS Padova - CUS Genova 6 - 1
- CUS Catania - CUS Pisa 3 - 3
- CUS Bologna - CUS Genova 3 - 1
- CUS Catania - CUS Padova 4 - 0
- CUS Messina - CUS Pisa 0 - 2
- CUS Bologna - CUS Padova 3 - 1
- CUS Genova - CUS Pisa 0 - 5
- CUS Messina - CUS Catania 0 - 3
- CUS Padova - CUS Pisa 3 - 1
- CUS Bologna - CUS Catania 1 - 0
- CUS Messina - CUS Genova 2 - 0
- CUS Bologna - CUS Pisa 3 - 0
- CUS Padova - CUS Messina 3 - 0
- CUS Catania - CUS Genova 9 - 0

#### Classifica
| Pos. | Squadra     | P.ti | G | V | N | P | Gf | Gs |
| ---- | ----------- | ---- | - | - | - | - | -- | -- |
| 1    | CUS Bologna | 12   | 5 | 4 | 0 | 1 | 12 | 6  |
| 2    | CUS Catania | 10   | 5 | 3 | 1 | 1 | 19 | 4  |
| 3    | CUS Padova  | 9    | 5 | 3 | 0 | 2 | 13 | 9  |
| 4    | CUS Messina | 6    | 5 | 2 | 0 | 3 | 6  | 10 |
| 5    | CUS Genova  | 0    | 5 | 0 | 0 | 5 | 2  | 25 |
| 6    | CUS Pisa    | 7    | 5 | 2 | 1 | 2 | 11 | 9  |